# Novonikoláyevski (Volgogrado)
Novonikoláyevski (ruso: Новоникола́евский) es un asentamiento de tipo urbano de Rusia, capital del raión homónimo en la óblast de Volgogrado.
En 2021, el territorio del asentamiento tenía una población de 9592 habitantes, de los que 9059 vivían en el propio asentamiento y el resto repartidos en cinco pedanías: el posiólok rural de Gosplodopitómnik y los jutorá de Korolevski, Orlovski, Fominski y Chulinski.
Se ubica junto a la carretera R22, a medio camino entre Novoánninski y Borisoglebsk. Al suroeste del asentamiento sale la carretera 18K-7, que lleva a Uriúpinsk. El cruce de ambas carreteras tiene lugar en el vecino asentamiento rural de Aleksikovski, con el que Novonikoláyevski forma una conurbación de unos doce mil habitantes.

## Historia
Fue fundado en la década de 1870 como un poblado ferroviario, al abrirse aquí una estación en la línea de ferrocarril de Griazi a Tsaritsyn. Inicialmente no fue planificado como parte de la infraestructura ferroviaria, sino que diversas familias de los campos de los alrededores desarrollaron aquí un jútor, en tierras de la stanitsa de Mijailóvskaya. La estación ferroviaria tomó el nombre del vecino jútor de Aleksikovski, que era la principal localidad de la zona que ya existía antes del poblado ferroviario. En 1928, al definirse los raiones del krai del Bajo Volga, el jútor de Novonikoláyevski adoptó el estatus de capital distrital y stanitsa, con el topónimo "Novo-Nikoláevskaya" (Ново-Николаевская). En 1958 adoptó el estatus de asentamiento de tipo urbano. En el censo de 1989, en el momento de la disolución de la Unión Soviética, el asentamiento llegó a tener casi once mil habitantes.